# بوکاو
بوکاو (به آلمانی: Bockau) یک شهر در آلمان است که در ارتسگبیرگسکرایس واقع شده‌است. بوکاو ۲٬۶۰۰ نفر جمعیت دارد.